# 布拉提斯拉瓦2區

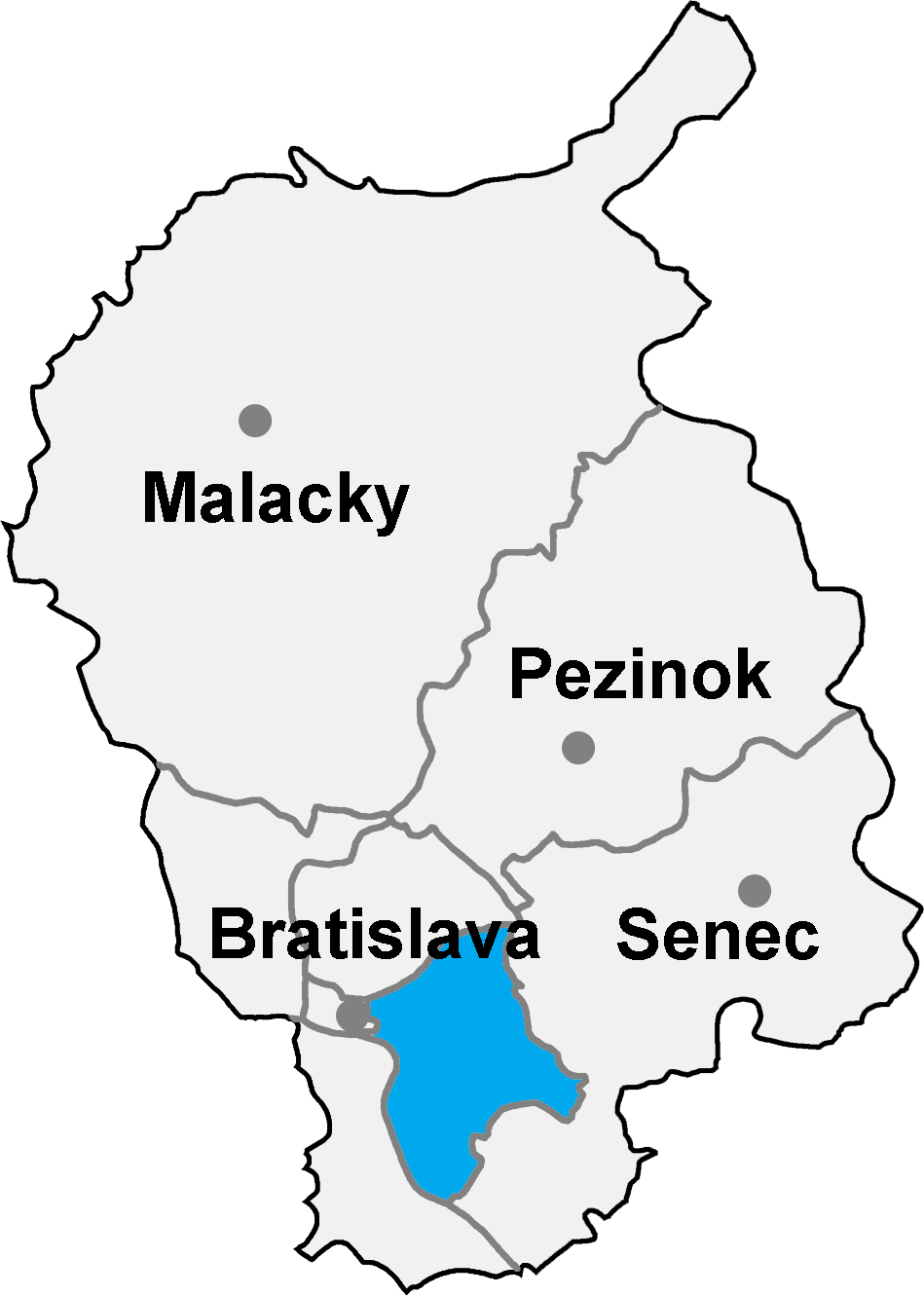

布拉提斯拉瓦2區（Bratislava 2）是斯洛伐克首都布拉提斯拉瓦的一個區，範圍包括了布拉提斯拉瓦的東南部地區。布拉提斯拉瓦2區和布拉提斯拉瓦3區、布拉提斯拉瓦5區和塞內奇區接壤。布拉提斯拉瓦2區的面積是92平方公里。據2004年統計，布拉提斯拉瓦2區有人口108,316人。